# 曼加貝島
曼加貝島（法語：Nosy Mangabe）是馬達加斯加東部的島嶼，位於離馬魯安采特拉2公里的安通吉爾灣海域，面積520公畝，是馬蘇阿拉國家公園的一部分保護區，島上沒有城鎮，只有供生物學家、研究人員和生態旅遊者使用的營地設施。

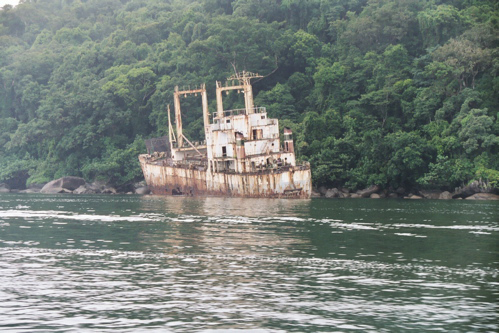
曼加貝島西面